# Raión de Krásnaya Yaruga
El raión de Krásnaya Yaruga (ruso: Краснояру́жский райо́н) es un distrito administrativo y municipal (raión) ruso perteneciente a la óblast de Bélgorod. Se ubica en el oeste de la óblast. Su capital es Krásnaya Yaruga.
En 2021, el raión tenía una población de 14 151 habitantes.
El raión limita al norte con la óblast de Kursk y es fronterizo al oeste con Ucrania.

## Subdivisiones
Comprende 34 localidades, agrupadas en ocho ayuntamientos, que son el asentamiento de tipo urbano de Krásnaya Yaruga (la capital) y los siguientes siete asentamientos rurales:
- Viazovoye
- Grafovka
- Ilek-Penkovka
- Kolotílovka
- Repiajovka
- Sérguiyevka
- Terebreno